# Mittelmeer-Sternrochen
Der Mittelmeer-Sternrochen (Raja asterias) ist ein im Mittelmeer endemisch vorkommender Rochen aus der Familie der Rajidae (Echte Rochen) in der Klasse der Knorpelfische (Chondrichthyes). Erstmals beschrieben wurde die Art 1809 von Delaroche.

## Klassifikation
Der Mittelmeer-Sternrochen gehört in die Klasse der Knorpelfische (Chondrichthyes) und deren Teilklasse der Haie und Rochen (Elasmobranchii). Innerhalb derer wird R. asterias zur Ordnung der Rajiformes und der Familie der Rajidae gezählt.

## Morphologie
Ausgewachsene Tiere können eine Länge von bis zu 80 cm erreichen; Weibchen sind ab einer Größe von ca. 56 cm geschlechtsreif, Männchen bei ca. 52 cm.
Die Schnauze ist relativ spitz zulaufend, die flügelartigen Brustflossen sind nahezu sinusförmig. Die Bauchseite von R. asterias ist weiß, die Körperoberseite bräunlich gefärbt. Die Oberseite der Tiere ist mit vielen dunklen Flecken besetzt, die teilweise auch nur schwach angedeutet sind. Helle bis weißliche Flecken, die teilweise auch von dunkleren eingerahmt sein können, sind unregelmäßig über den Körper verteilt. Ein wichtiges Bestimmungsmerkmal ist hierbei, dass diese Flecken nicht bis zum Rand der Körperscheibe reichen.
Bei Jungtieren ist die Haut weich und glatt, mit zunehmender Entwicklung, hin zum adulten Tier, bilden sich Stacheln auf der gesamten Oberseite, teilweise auch auf der Unterseite aus. Diese Strukturen werden als Haut-Dentrikel bezeichnet Entlang des Rückens und des Schwanzes verläuft mittig eine Reihe schmaler, gebogener Dornen (sogenannte Orbitaldornen). Diese Reihe von 50–60 leicht unregelmäßigen Dornen erstreckt sich vom Nacken bis zur ersten Rückenflosse, teilweise ist sie entlang des Rückens unterbrochen. Zwischen den weit auseinanderliegenden Rückenflossen können zusätzlich ein bis zwei einzelne Dornen auftreten. In einigen Fällen befindet sich auch eine zweite, parallel verlaufende Dornenreihe am Schwanz, dies wurde bisher nur bei adulten Tieren beobachtet. R. asterias besitzt ein sogenanntes Ampullenorgan, die Lorenzinische Ampullen, welche elektrosensitiv aktiv sind, und so zur Nahrungssuche eingesetzt werden können.
Verwechslungsmöglichkeiten von R. asterias bestehen mit Raja polystigma, welcher jedoch deutliche Augenflecken besitzt, und dessen dunkle Flecken auf der Körperoberseite auch die Ränder der Körperscheibe bedecken. Des Weiteren kann diese Art mit dem Nagelrochen (R. clavata) verwechselt werden, welcher aber deutliche dunkle Ringe am Schwanz aufweist. Um den Mittelmeer-Sternrochen vom Fleckenrochen (R. montagui), sowie  dem Blondrochen (R. brachyura), unterscheiden zu können, muss auf die hellen Flecken auf der Körperoberseite geachtet werden. Diese sind bei diesen zwei Arten nicht so deutlich ausgeprägt wie bei R. asterias.

## Verbreitung
Die sehr zerstreut lebende Rochenart hat ein Verbreitungsgebiet, das sich vor allem auf das zentrale und westliche Mittelmeer beschränkt. In östlichen Teilen sind sie nur selten, im Schwarzen Meer gar nicht anzutreffen. Sichtungen an der Küste von Tunesien, Algerien sowie an der marokkanischen Küste sind ebenfalls beschrieben. Im Allgemeinen wird die Art als im Mittelmeer endemisch angesehen, neuere Funde einzelner Individuen im Atlantik (Golf von Cádiz) sprechen jedoch für eine Verbreitung auch außerhalb des Mittelmeeres.

## Lebensraum
Mittelmeer-Sternrochen leben bevorzugt in küstennahen (benthischen) Gebieten, auf sandigen oder schlammigen Böden, teilweise graben sie ihren Körper auch in das Sediment ein. Diese Art kommt in flachen Gewässern bis hin zu einer Tiefe von 150 m vor, hauptsächlich aber in Bereichen von 20–80 m. Im Ionischen Meer wurde ein Exemplar auf 343 m Tiefe dokumentiert.

## Ernährung
Rochen leben allgemein karnivor, der Mittelmeer-Sternrochen bevorzugt primär Krebstiere (spezielle Krabbenarten), teilweise Fische und Kopffüßer (Cephalopoden), sowie Vielborster (Polychaeta). Die Nahrungsquellen deuten darauf hin, dass R. asterias eine bedeutende Position als Prädator in der Nahrungskette einnimmt. Die Nahrungssuche erfolgt dabei, wie bei den meisten Elasmobranchiern, über das elektrosensitive Organ (Lorenzinische Ampullen), sowie über visuelles Aufspüren der Beute.

## Fortpflanzung
Ab einem Alter von 3–4 Jahren sind die Tiere geschlechtsreif. Die Fortpflanzung erfolgt zweimal jährlich, im Frühjahr und Herbst. Die Verpaarung in der Familie der Rajidae erfolgt durch eine sogenannte Umarmung.
Hierbei hält das Männchen die Hinterkante der rechten oder linken Brustflosse des Weibchens fest im Mund, schwenkt seine Schwanzflosse unter die des Weibchens und führt seine Klasper (männliches Begattungsorgan) in das hintere Ende des Fortpflanzungsorgans ein. Weibchen legen zwischen 40 und 60 Eier, diese werden in schlammigem oder sandigem Untergrund auf einer Tiefe von 30 – 40 m abgelegt.  Der Mittelmeer-Sternrochen pflanzt sich, wie alle Arten der Echten Rochen, ovipar fort, das heißt die Embryonalentwicklung erfolgt außerhalb des Muttertieres. Die Eier besitzen eine relativ harte Schale, sind rechteckig geformt und verfügen über für Elasmobranchii charakteristische, spitz zulaufende Enden. Frische Eier sind gelblich bis rötlich-braun gefärbt und 4–5 cm lang, sowie ca. 3 cm breit.
Die Embryonen ernähren sich vom Eidotter, bis sie nach einer Entwicklungszeit von 5–6 Monaten schlüpfen. Dies geschieht, abhängig vom Zeitpunkt der Eiablage, meist im Zeitraum von März bis Juli. Die Jungen sind beim Schlüpfen ca. 8 cm lang. Kurz darauf wandern sie in seichte, küstennahe Gewässer. Mit zunehmendem Alter migrieren sie in tiefere Zonen.

## Bedrohung
Die Art wird nicht kommerziell gefischt. Die IUCN stuft den Mittelmeer-Sternrochen trotzdem als NT („near threatened“) mit einem sinkenden Bestand („decreasing“) ein.
Diese Entwicklung ist vor allem durch die Bedrohung durch kommerzielle Fischerei zu erklären. Vor allem durch Grundschleppnetze werden die Tiere ungewollt an Land gebracht. Besonders im katalanischen Teil des Mittelmeeres wurde innerhalb der letzten 10 Jahre ein Rückgang der an Land gebrachten Mittelmeer-Sternrochen verzeichnet. Als sogenannte K-Strategen, welche sich durch langsames Wachstum, späte Geschlechtsreife und relativ geringe Nachkommenzahl auszeichnen, sind Rochen im Allgemeinen stärker durch Überfischung bedroht. Die Bestände benötigen deshalb mehr Zeit, um sich von dieser Dezimierung zu erholen.